# Marburger Konzertchor
Der Marburger Konzertchor war ein gemischter Chor, der sich mit so genannter E-Musik befasste.
Er studierte in den Vorlesungszeiten der Universität einmal wöchentlich intensiv unter der Leitung von Siegfried Heinrich bedeutende Werke der Musikliteratur aller Epochen vom Spätmittelalter bis zur Moderne, um sie meist in Konzerten in Marburg, in anderen Städten (vor allem in Hessen) und bei Tourneen im Ausland aufzuführen.
Die Chorgemeinschaft umfasste Sängerinnen und Sänger aus mehreren Generationen, die in ihrem Alltag in verschiedensten Berufen tätig waren, wie insbesondere auch junge Menschen in Ausbildung, vor allem Studierende. Sie alle vereinte die gemeinsame Freude an Chormusik in anspruchsvoller Darbietung und die Bereitschaft, dafür regelmäßig Proben zu besuchen.
Ende 2019 gab der Chor nach 49 Jahren seine Auflösung bekannt.

## Schwerpunkte der Chorarbeit
Die Schwerpunkte der Chorarbeit waren im großen Tutti-Chor die Einstudierungen und eigenen Aufführungen von großen Oratorien in Zusammenarbeit mit bedeutenden europäischen Orchestern (z. B. Virtuosi Brunensis, Sinfonia Silesia Kattowitz, Bachorchester Frankfurt/Main), oft mit europaweit tätigen Vokal- und Instrumentalsolisten.
Alljährlich wurden in Marburg in der Regel drei Oratorien geboten, die stets darüber hinaus an bekannten Orten in anderen Städten aufgeführt wurden.
Der Kammerchor des Marburger Konzertchores sang zusätzlich auch A-cappella-Werke, oder er musizierte öfter zusammen mit kleinen Instrumentalgruppen. Chormitglieder erhielten alljährlich die Chance, im Rahmen der "Oper in der Bad Hersfelder Stiftsruine" im Opernchor in der romanischen Stiftsruine mitzuwirken (jeweils zwei bis drei Wochen im August, Proben ab Ende Juli).

## Medienarbeit
Von manchen der Choraufführungen wurden Rundfunk- und Fernsehmitschnitte oder Live-Übertragungen von deutschen und ausländischen Stationen gesendet. Außerdem wurden Schallplatten, CDs und Videokassetten produziert.

## Gastkonzert-Veranstaltungen
In Marburg veranstaltete der Marburger Konzertchor e.V. darüber hinaus Gastkonzerte (z. B. mit Sinfonieorchestern, Kammerorchestern, Vokal- und Instrumentalgruppen und namhaften Organisten). Auch diese Konzerte fanden oft unter dem Dirigat von Siegfried Heinrich statt.

## Organisationsstruktur
Der Marburger Konzertchor e.V. war ein gemeinnütziger Verein. Seine Tätigkeit wurde organisiert von den Vorstandsmitgliedern und vielen freiwilligen Helfern aus dem Chor. 